# Улрих фон Клингенберг
Улрих фон Клингенберг (на немски: Ulrich von Klingenberg; † 22 август 1314) от род Клингенберг от Бавария и Тургау е губернатор на Констанц.
Той е син на рицар Улрикус де Клингинбере († 1274), фогт и съдия в Тургау, и съпругата му Вилебургис фон Кастел († 1305). Внук е на Хенрикус де Клингинберх († сл. 1254).
Брат е на Хайнрих II фон Клингенберг († 1306), княжески епископ на Констанц (1293 – 1306), управител на манастир Райхенау (1296 – 1306), и на Конрад фон Клингенберг († 1340), княжески епископ на Бриксен (1322 – 1324) и Фрайзинг (1324 – 1340).
Родът Клингенберг измира през 1583 г. с дванадесетгодишния Ханс Георг фон Клингенберг.

## Фамилия
Улрих фон Клингенберг се жени за Маргарета фон Шинен. Те имат син:
- Ханс (Йохан) фон Клингенберг († 26 август 1346 в битката при Креци, Франция); има син:
  - Хайнрих (Хайнтцел) фон Клингенберг († 12 май 1352, в битка при Иланц, Швейцария), женен за Маргарета фон Файхинген († сл. 1355), дъщеря на граф Конрад VI фон Файхинген († 1356); имат син:
    - Ханс фон Клингенберг († 1388 г. в битката при Нефелс, Швейцария), рицар, женен пр. 1382 г. за Еуфемия (Офемия) фон Гунделфинген († 1406); имат един син